# Обувная промышленность

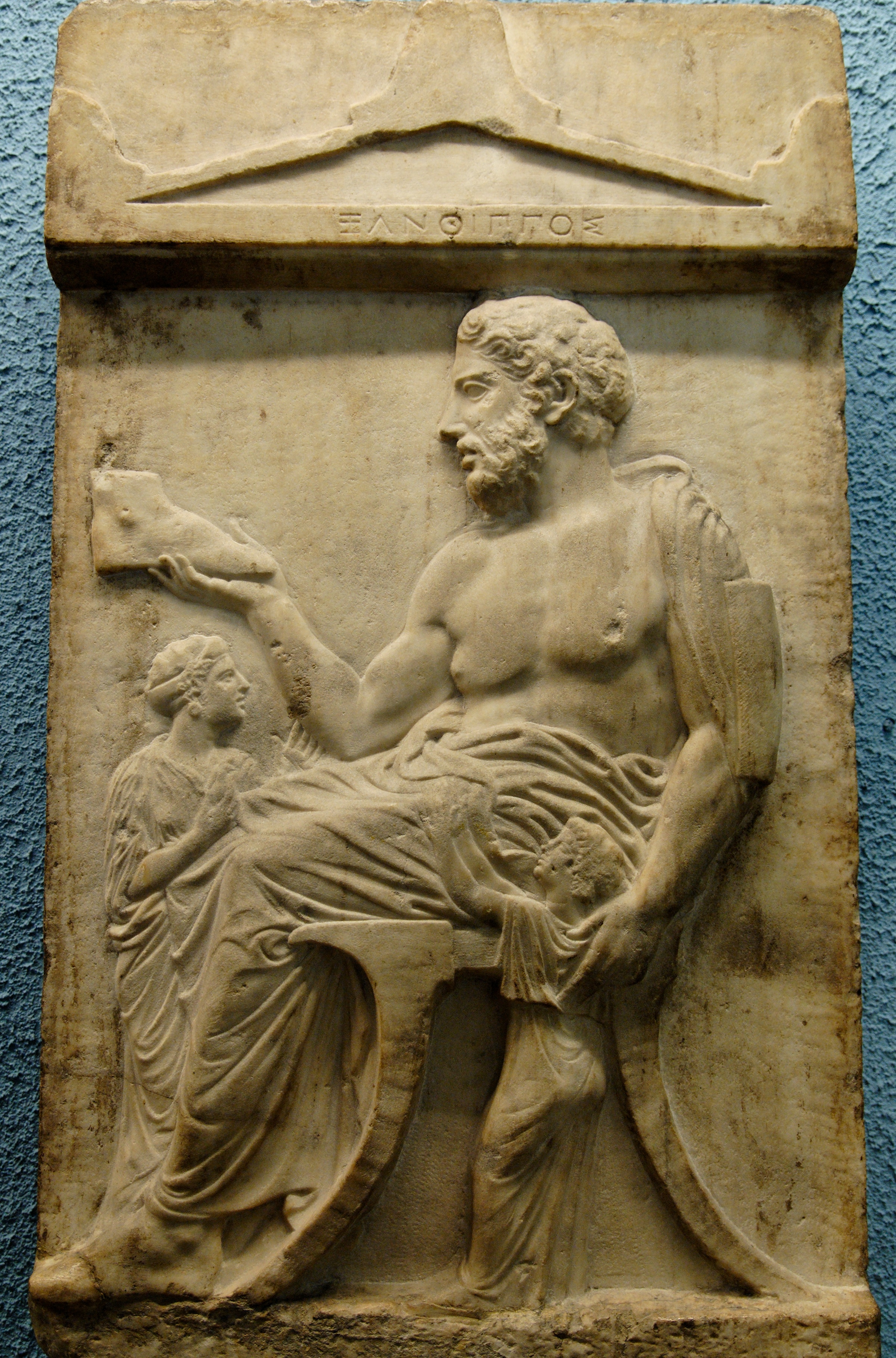

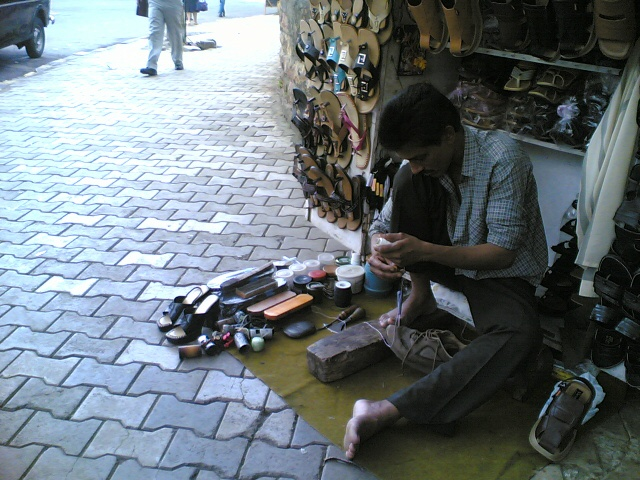
Башмачник на улице Мумбаи, Индия

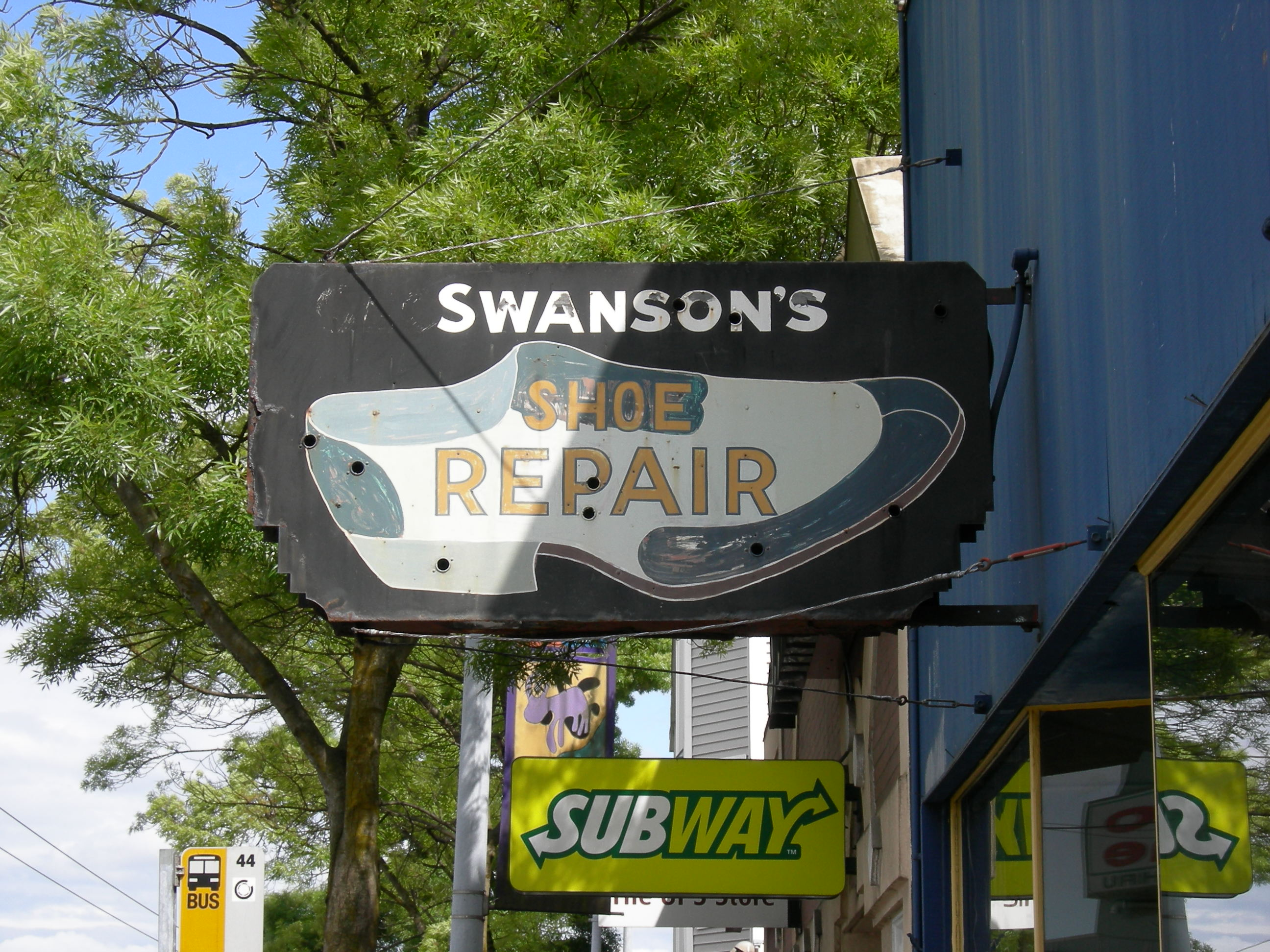
Лавка починки обуви в Сиэтле, штат Вашингтон

Обувная промышленность — традиционное ремесло, уходящее корнями вглубь веков и представляющее собой искусство изготовления обуви различных назначений и видов. В настоящее время ручное изготовление обуви сапожниками или башмачниками постепенно исчезает, вытесняясь индустриальным производством обуви посредством станков и операционных линий. Также исчезает кустарный, одиночный способ производства обуви, уступая место крупным компаниям-производителям.
Изготовители обуви производят большой круг различных обувных изделий, включая ботинки, туфли, полуботинки, сандалии, мокасины и сабо.
Предметы промышленности традиционно изготовляются из таких материалов, как кожа, дерево, резина, пластик, джут или другие подобные материалы, и часто состоят из множественных частей для лучшего противостояния соли, могущей повредить верхнюю основу из кожи.
Большинство сапожников используют колодки, сделанные из дерева или металла, но, в последнее время, часто материалом для колодки служит пластик. Некоторые колодки являются прямыми, в то время как другие различаются — одна для левой ноги, другая — для правой.

## Некоторые виды обуви
Некоторые варианты старых и традиционно изготовляемых видов обуви:
- Меховые полосы, обмотанные вокруг ноги, и сандалии, надетые поверх них: такую обувь часто использовали древние римляне, находящиеся на военной службе на форпостах в северной Европе.
- Сабо: деревянные ботинки, часто набиваемые соломой для обогрева ноги.
- Мокасины: простые туфли, часто без твёрдой подошвы внизу, изготовляемые индейцами Северной Америки из выделанной кожи животных. Современной промышленностью выпускается лёгкая обувь с таким же названием, напоминающая некоторые традиционные мокасины по внешнему виду, но сделанная по другой технологии.

## Основные части обуви
- Рант — несущая деталь обуви
- Жёсткий подносок — промежуточная деталь верха
- Союзка — наружная деталь верха обуви
- Берцы — наружные детали верха, закрывающие тыл стопы
- Подкладка — внутренняя деталь верха обуви
- Жёсткий задник — упрочняющая деталь
- Запятник — кожаная деталь изнутри на заднике («карман» на сленге сапожников)
- Подошва — деталь низа обуви
- Стелька — подкладочная часть
- Геленок (супинатор) — деревянная или стальная пружина, поддерживает свод стопы.
- Каблук — возвышающая пяточная часть
- Голенища — верхняя часть сапог закрывающая голень